# Scarus compressus
Scarus compressus är en fiskart som först beskrevs av Osburn och Nichols, 1916.  Scarus compressus ingår i släktet Scarus och familjen Scaridae. IUCN kategoriserar arten globalt som livskraftig. Inga underarter finns listade i Catalogue of Life.